# 葵梓
葵梓（日语：／ Aoi Azusa，1999年12月31日—）是一名日本女性聲優，大阪府出身，賢Production所屬。

## 簡歴
因為幼年時觀看的電視動畫《咕嚕咕嚕魔法陣》而萌生「想成為魔法使！」的想法，進而立志成為聲優。
在參加為了進入經紀公司所舉辦的試鏡的同時，也在大阪的培訓學校學習了四年。經過第21期的School Duo課程後，於2021年4月起以預備所屬身分加入賢Production。
在2024年播出的電視動畫《RINKAI！女子競輪》中飾演平塚奈奈一角，是她第一次通過正式試鏡，演出擁有角色名稱的重要角色。

## 人物
父親是前競輪選手多田司（已於2024年1月引退）。在錄製以女子競輪為舞台的動畫《RINKAI！女子競輪》時，曾從父親那裡獲得關於現役時期比賽中心態與氛圍的建議，並將這些資訊與其他聲優共享，以作為演技的參考。
特長是插畫和料理。興趣是彈烏克麗麗、收集雞相關的周邊商品。
持有廚師執照與服務接待檢定準一級資格。

## 演出作品
※粗體字為主要角色。

### 電視動畫
2023年
- 屍體如山的死亡遊戲（巴尼）
- 神明選拔
- 哆啦A夢（女學生）
- 咒術迴戰 懷玉·玉折 / 澀谷事變（富美[8]）

2024年
- 蠟筆小新（姐姐）
- RINKAI！女子競輪（平塚奈奈[9]）
- 前輩是偽娘（羽川楓）
- 噗妮露是可愛史萊姆（小孩）

2025年
- 金牌得主（學生、母、播音員）
- Princession Orchestra（空野水萌／Princess Ripple[10]）
- 忍者亂太郎（町娘）
- 持續狩獵史萊姆三百年，不知不覺就練到LV MAX ～其二～（男學生C）
- 受到猩猩之神庇佑的大小姐受到王立騎士團寵愛（女學生）
- 正義使者 -我的英雄學院之非法英雄-（謎團）

### 劇場版動畫
2025年
- 劇場版 前輩是偽娘 雨過天晴（羽川楓[11]）

### 網路動畫
2023年
- 不想成為龍娘!（熊田鈴[12]）

### 遊戲
2022年
- ALICE Fiction 漂眇群像（加雷諾斯[13]）

2025年
- 魔法少女的魔女審判（夏目安安[14]）
- 動物朋友3（馬賽獅[15]）

## 外部連結
- 葵 あずさ - 賢プロダクション
- 葵 あずさ的X（前Twitter）
- 葵梓的Instagram帳戶